# Jan Kowalczyk
Jan Kowalczyk (Drogomyśl, 18 dicembre 1941 – Varsavia, 24 febbraio 2020) è stato un cavaliere polacco.
Ha partecipato a tre edizioni dei giochi olimpici (1968, 1972 e 1980) conquistando due medaglie a Mosca 1980.

## Palmarès
Olimpiadi
- 2 medaglie:
  - 1 oro (salto ostacoli individuale a Mosca 1980)
  - 1 argento (salto ostacoli a squadre a Mosca 1980).